# Cabal Online
A Cabal Online egy interneten játszható MMORPG, amit az ESTsoft fejlesztett. Európában 2006. december 21-én adták ki, és azóta is működik több ezer játékost kiszolgáló 4 szerverével. Észak-Amerikában és Délkelet-Ázsiában 2008. március 3-án jelent meg a játék.

## Áttekintés
A Cabal Online-ban harmadik személy szemszögéből láthatjuk az eseményeket. Ügyességi szint- és kasztrendszer, és játékosok tömörülése is fellelhető. A játék elsődleges célja, hogy minél magasabb szintet érjünk el különböző küldetések teljesítése során. Ezek a küldetések többnyire a fő történethez kapcsolódnak, de vannak mellékküldetések is. A küldetések többnyire ilyen formában nyilvánulnak meg: a játékos feladata, hogy elmenjen egyik helyről a másikra, ott megöljön egy bizonyos számú generált szörnyet vagy annyit amennyi bizonyos tárgyak megtalálásához szükséges, illetve az is, hogy kazamatákban tegye próbára ügyességét.
A játék helyszínéül egy mitikus világ, Nevareth szolgál, amin régebben egy gonosz erő, a Cabal pusztított minden élőt. Azon túlélők közül, akik túlélték a pusztítást, hét ősi „mester” emelkedett fel, mindegyik az ősi „Erő Hatalom” egy-egy kitűnő tulajdonságával felruházva. Ezek a Mesterek tanították az embereket, és újjáépítették a világot. Egy évvel később, a Cabal a visszatérését tervezi egy gyermek felnevelésével, aki egy napon majd az emberek szörnyű királya lesz. A játékosok hősök szerepébe bújva próbálják meg megállítani a mindenhol ott lévő gonoszt és véget vetni az összeesküvéseknek.
A játék képesség-rendszere (skill-system) lehetővé teszi a játékosoknak egyes képességek megvásárlását vagy eladását játékbeli valuta közrejátszásával. Minden tizedik szintnél, van egy előléptető küldetés, amiben a játékosok megkaphatják a különböző speciális képességeket : Astral Weapon (belső fegyver), Battle Aura (harci aura), Battle Mode (harci módszer), Combo (sorozatvágás), illetve ezeket fejleszthetik tovább. A PvP (Player versus Player – Játékos a játékos ellen) rendszerben van egy háromperces időkorlátozás, amin belül feltétlenül végezni kell a másik játékossal, ha egyszer az elfogadta a kihívást, annak érdekében, hogy 1 HonourPoint (becsületpont)-ot szerezhessünk. Ha egy játékost PvP-ben legyőznek, automatikusan a legközelebbi városba kerül, halálbüntetés (életpont, manapont levonása ideiglenesen) nélkül.

## Játszható kasztok
A Nevarethianok közt 6 harci irányvonal terjedt el melyeket autentikus hatosként neveznek. Ezen harci képességek közül három, a Warrior, a Blader és a Wizard a nevarethi kivonulás előtti tiszteletre méltó időkből származik. Ha hinni lehet a szóbeszédnek akkor a mag technológia csúcsán csoportok százai gyakorolták egyedi képességeiket. Mindazonáltal a jelenlegi technikákat a 7 bölcs első generációja dolgozta ki a nevarethi kivonulást túlélők tudásának alapján.

### Warrior
Ez a karakterfajta Bloody Ice-ban kezd. Armor Set az alap setje. A lelki (astral) fegyvere egy kasza.Kard skillek-re specializálódva a legerősebb és a legvédettebb karakter. Az erőt fektetik hatalmas előnybe, Magic skillek (mint a bladernek) aligha kellenek legfeljebb távolsági támadásra. Ebből kikövetkeztethetően az intelligencia pontokra csekély mennyiséget kell rakni. Ha warriort kezdünk, akkor tudnunk kell arról, hogy sok az e karakterfajta, ezért a ruházat és fegyver árak az egekbe szöknek. Kétféle fegyvert használhat, a Great Sword-ot és Daikatana-t. A Great Sword használathoz az Erőt (Str-t) kell nagyon felvinni. A Daikatanához az Erőt és az ügyességet (Dex-et) 2: 1 arányban kell fejleszteni.

### Blader
- A Bladerek a leggyorsabb kardforgatók Nevarethben. Az Erő hatalmat a fizikai teljesítményük növelésére, két kardra egyszerre irányuló figyelem és mozgásuk javítására használják, mintsem a támadó erejük növelésére. Eleinte sokféle fegyvert használtak, ám végül megállapodtak a két külön kard használatánál két kézben. Azóta két (Blade) vagy egyélű (Katana) fegyvert használnak és egy könnyű, gyors mozgást biztosító Martialsetet (de mást is lehet) viselnek ami a Huan Kontinensről maradt meg. Csakúgy mint a warrioroknak, a bladereknek sincs sok közük az Intelligenciához, így intelligencia pontjaikra nem érdemes sokat adni. Az ügyesebb Bladerek képesek különféle halálos fegyvereket felvenni és halálos sebet ejteni áldozatukon, akár a kardjuk használatával is.
- Kezdő területük Desert Scream, magas támadási és védekezési rátájuk van (high attack, attack and defense rate). Gyors támadásaik vannak, legtöbben vagy 2 bladet, vagy 2 katanát használnak (a fegyverek különböző tulajdonságaik miatt).A Bladerek lelki megidézett fegyvere a Grappler (Predátor Karom)

### Wizard
- A Wizardok az erőt manipulálják, hogy kompenzálják fizikai gyengeségüket. Nevareth ősi koraiban egy Erő Pálcának nevezett eszközt használtak varázslataikhoz ami a Tisztelendő Korból maradt fenn, de miután felfedezték a Mag-Technológiát (Core Technology) áttértek az Orbok használatára. Az Orbok egykezesek, ezért a varázsló kettőt is használhat, hogy megduplázhassa az erejét. Arra is képesek, hogy egyszerre két varázsigét szórjanak ki, habár ez csak a Double Caster (Kettős Igéző) Módban tudják érvényesíteni. A Wizardok sok pontot fektetnek intelligenciájuk növelésére, hogy minél jobban kiismerjék az Erő hatalmát. Martial ruházatot viselnek mert a fizikai erőt és agilitást nem tartják nagyra. Állítólag azért kerülik a fémes páncélokat, mert az elvágja őket a külvilág erőitől. Tapasztalt Wizardok képesek egyszerre több varázsigét használni és eggyel is nagy sebzést okozni.
- Kezdő területük Desert Scream. Erős mágikus támadásuk van, fő fegyverük az Orb. Nagy területre ható varázslataik is vannak, megidézett lelki fegyverük egy orb, amivel egyszerre két célpontot is támadhatnak.

### Force Archer
- A Force Archerek a wizardok leszármazottjai. Rájöttek, hogy távolról használni a mágikus igéket biztonságosabb, így kifejlesztettek egy technikát, és sokkal inkább koncentráltak a távolságra és gyorsaságra mint a nagy területű, pusztító varázslatokra. Crystal-okat (Kristály) készítettek, amik az Orb továbbfejlesztett változata, jobban koncentrálva az erőt egy bizonyos távoli pontra. Ez a felfedezés vezetett egy másik nagy találmány, az Astral Bow (Astral/Lelki Íj) létrejöttéhez, ami lecsökkentette az elveszendő Erőt valamint pontosabbá és gyorsabbá tette a hosszútávú varázslatokat. Kis erőt igényelnek (Strength, Dexterity), és a Pastur kontinensről származó Battle Suit-ot (Harci Ruha) viselnek, ami nagyobb védelmet ad mint a könnyűpáncélok. A tapasztalt Force Archerek képesek nagy hatótávolságú varázslatokat lőni és ha elérik a mester szintet, akár egyetlen halálos mágikus nyíl kilövésével is leteríthetik ellenfelüket, nagy távolságból.
- Kezdő területük Green Despair. Nagy hatótávolságuk van, és a leggyorsabb igézési idejük (Casting Time). Kisebb armadája van a védő és támogató bűbájaiknak (Buff). Fő fegyverük két Crystal vagy két Orb. Megidézett lelki fegyverük: először egy lelki íj (Astral Bow), majd egy pár egykezes pisztoly (Twin Guns).

### Force Shielder
- Az Astral Shield (Erőpajzs) elkészítése új fejezetet nyitott a nevarethi kardforgatók történelmében. Az Astral Shieldnek olyan erős védelme van, hogy már offenzív célokra is felhasználható. Néhány Warrior és Blader akik elkeseredetten kerestek egy új fajta defenzívebb harcászatot Force Shielderként folytatták életüket. Nagyobb védelmet akartak és sajátos harcmodort. A legerősebb harci páncélt, Armorsuit-ot hordanak és a félelmetes Astral Shieldet. Rövid hatótávú erőirányításra specializálódtak, így alkalmatlanok nagy hatótávolságú támadásokra, de ezt a gyengeséget közelre ható varázslatok kifejlesztésével kompenzálták amik felerősítették támadásukat a testükhöz közel eső területeken. Ilyesmit szerettek volna a Wizardok is elérni. Nagyon nehéz harcmodort fejlesztettek ki, hisz hatalmas erejüknek kell, hogy legyen, jártasak a mágiában és az ügyességüket is fejleszteniük kell mivel csak egy kardot használnak. A legtapasztaltabb Force Shielderek számtalan formában tudják manipulálni pajzsukat és megerősíteni támadásaikat testüre ható mágikus bűbájokkal.
- Kezdő területük Bloody Ice. Hybrid kaszt, sok területre ható támadással. Hatalmas védelmük van, és közepesen erős támadásuk. Főként katana/orb vagy blade/crystal felállásban harcolnak. Megidézett fegyverük egy Astral Blade Shield (Mágikus Penge-Pajzs), amit bumerángként eldobva támadásra is használnak

### Force Blader
A vívó kinek pengéjét átjárja az erő. A kristályok kifejlesztése és a Force Archer születése létrehozott még egy harcstílust a Force Shielder mellett. A Force Bladert, lévén gyakorlatilag a Force Shielderrel együtt fejlődött ezért sok mindent megosztottak egymás közt. Nevareth első időszakában az emberek vágya volt, hogy kardot és mágiát egyszerre használjanak így közeli és távolsági harcot egyidejűleg folytassanak. De ez közel lehetetlennek tűnt mielőtt a Force Archer és a Force Shielder megjelent. Ám megjelenésük után hatalmas lökést adtak és az emberek elkezdték tanulmányozni a varázslat és kard kombinációját.
Eleinte a Force Bladerek kardot használtak az egyik és egy erőmanipulátort a másik kezükbe. Ellentétbe a Force Shielderekkel akik a védelmet helyezték előtérbe náluk az ügyesség és a pontos támadások lebegtek a szemek előtt. Ugyanezen okból nem viselnek nehéz páncélzatot. Fokuszok közül a varázsgömböket részesítik előnyben mely a pusztító erőre helyezi a hangsúlyt és nem az irányításra.
Ezen felfedezések gyümölcse a kecses Force Blader lett, de ez nem volt túl meggyőző. Minden téren elmaradtak: kardképességeik a Bladerek mögött kullogott míg varázserejük nem érhette el a varázslókét és Force Archerekét, továbbá a Force Shielderekkel ellentétben nem voltak képesek támogató varázslatokat létrehozni. Egy új utat kellett találniuk, hogy növeljék a hatalmukat, hosszú felfedezések során rájöttek, hogy az egyidejű használata a kardnak és a mágiának ellensúlyozza a gyengeségüket így létrejött egy egyedi harci technika melyet mágikus-kardfogatásként ismerünk.
Lévén a Force Bladereknek minden téren egyforma ügyesnek kell lenni ezért nagy figyelmet fordítanak képzésük során mind a fizika mind a mentális képesítésnek. Jóllehet nem sok mágikus-vívóképességet mutattak eddig be de a Force Bladerek képesek egyszerre kard és mágikus képességeket használni. A tapasztalt Force Bladerekről azt tartják képesek minden varázslatot kombinálni a kardjukkal és így több és több energiához jutni.

## Speciális képességek
A karakterek fejlődésük során tíz szintenként különféle képességekkel gazdagodnak.
Egészen a ötvenedik szintig új képességekkel gyarapodik a karakter, ezek után csak a képességek erősödnek tovább.
-10-es szint: Battle Aura képesség, Astral Board (deszka) használata
-20-as szint: Első Battle Mode képesség (BM1)
-30-as szint: Combo mód
-40-es szint: Guild létrehozásának joga + board skill+ tovább tart a buff (960sec)
-50-es szint: Második Battle Mode képesség (BM2)
-60-as szint: BM2+aura használható egyszerre
-70-es szint: ------
-80-as szint: Astral Bike (motor) használata + tovább tartanak a buffok (1260sec)
-90-es szint: Astral Bike combo támadás
-100-as szint: + invertory az agent of port servce nél + oldal
-110-es szint: tovább tart a buff
-120-as szint: tovább tart a buff (1560sec)
-130-as szint: 6 buff felmehet egyszerre + harmadik Battle Mode képesség (BM3)
-140-es szint: 7 saját buff, idegen buffal együtt 9 mehet fel
-150-es szint: továbbtart a buff (1860 sec)
-160-as szint: 9 buff felmehet a sajátjukkal is
-170-es szint: 10 buff felmehet máséval és sajáttal is
-180-as szint: 6 SP bar tölthető
-190-es szint: 7 SP bar tölthető